# We Shot the Moon
We Shot the Moon, voorheen bekend als The Honor Roll, is een Amerikaanse band uit San Diego (Californië) met Jonathan Jones, de zanger van Waking Ashland, en oorspronkelijk Dan Koch en Joe Greenetz van de band Sherwood.

## Bezetting
Huidige bezetting
- Jonathan Jones (zang, piano)
- Paul Wheatley (gitaar, achtergrondzang)
- Ben Hilzinger (drums)
- Andy Bruno (basgitaar)
- Michael Grimm (gitaar, achtergrondzang)

Voormalige leden
- Trevor Faris (drums)
- Jason De La Torre (gitaar)
- Vinnie Gravallese (gitaar)
- Matthew J Doughty (basgitaar)

- Nathan Scott (gitaar, basgitaar)
- Nathan Miller (gitaar, zang)
- Adam Lovell (basgitaar)
- Dylan Rowe (basgitaar)
- Taylor Jones (gitaar)

## Geschiedenis
De band werd geformeerd als The Honor Roll, toen de band Waking Ashland van Jonathan Jones uit elkaar ging. Op 21 juli 2007 plaatste de band vier demosongs op hun MySpace-pagina. In augustus 2007 veranderde de band haar naam in We Shot the Moon. Hun allereerste show als band was het benefietconcert Water for Choche, waarmee mensen in Choche, Ethiopië water kregen. Het werd gehouden op 15 september 2007 aan de Point Loma Nazarene University in Zuid-Californië. Ze hebben drie volledige albums uitgebracht en hebben sinds hun oprichting in 2007 meer dan 10 nationale tournees voltooid. Jones is het enige consistente lid van de band sinds de oorspronkelijke bezetting. Ze kwamen op 22 augustus 2007 de studio in om het volledige album Fear and Love op te nemen. De band begon aan zijn eerste Amerikaanse tournee in september 2007 met een originele bezetting van Jonathan Jones, Trevor Faris, Paul Wheatley, Matthew J Doughty en Nathan Scott. Waking Ashland was ontbonden in Japan en het We Shot the Moon-album zou daar oorspronkelijk worden uitgebracht als een postume Waking Ashland B-kant-collectie, voordat de band besloot er hun primaire project van te maken.
Jason De La Torre werd in juli 2008 de officiële gitarist in de band, samen met Adam Lovell op basgitaar. In augustus 2008 werd aangekondigd dat de oorspronkelijke leadgitarist Paul Wheatley de band om persoonlijke redenen had verlaten. Zijn rol tijdens de tournee werd tijdelijk ingevuld door Nate Miller. De band ging in januari 2009 opnieuw de studio in om te werken aan hun tweede album, geproduceerd door Mike Green. Hoewel de band een Japans labelcontract had, hadden ze begin 2009 The Militia Group verlaten en brachten ze hun tweede volledige album in eigen beheer uit, nadat ze weinig belangstelling hadden gevonden van Amerikaanse platenlabels. De band tekende uiteindelijk in juni 2009 een contract bij Minneapolis, het in Minnesota gevestigde indielabel Afternoon Records en bracht op 13 oktober 2009 hun tweede volledige album A Silver Lining uit.
In april 2011 schreef de zanger over een nieuwe ep, waarin stond dat deze medio 2011 zou worden opgenomen. In januari 2012 brachten ze de ep We Are All Odd met B-kanten uit. Ze kondigden ook plannen aan om hun derde volledige album Love and Fear in 2012 uit te brengen. Medio 2011 voegden drummer Ben Hilzinger, bassist Andy Bruno en Michael Grimm zich bij Jonathan Jones. In november 2012 bundelde de oorspronkelijke leadgitarist Wheatley weer de krachten met Jones. De ep Love On werd in maart 2013 uitgebracht. In 2014 brachten ze The Finish Line digitaal en op hun bandcamp-pagina uit. Daarnaast heeft Watchmaker Record Company WSTM's vierde studioalbum Love On opnieuw uitgebracht op vinyl.

## Discografie

### Albums
- 2008: Fear and Love
- 2009: A Silver Lining
- 2012: Love and Fear
- 2013: Love On
- 2014: The Finish Line
- 2014: Love On Vinyl Re-Release

### Ep's
- 2007: The Polar Bear and Cougar EP
- 2012: We Are All Odd EP

### Singles
Van The Polar Bear and Cougar EP
- Sway Your Head

Van A Silver Lining:
- Amy

### Compilaties
- 2009: Emaline Media Group and Faceless Present Face The Change Vol. 1 - Bijgedragen Sway Your Head (Acoustic Version)